# Serra de Tramuntana-Costa Nord
Serra de Tramuntana-Costa Nord es una indicación geográfica protegida, utilizada para designar los vinos de la tierra procedentes de las zonas vinícolas del norte de Mallorca. El área de producción de la uva y de elaboración del vino está integrada por 18 municipios localizados entre el cabo de Formentor y la costa suroeste de Andrach.

## Historia
La actividad vitivinícola de la comarca "Serra de Tramuntana - Costa Nord" posiblemente se inició con el asentamiento romano en la isla de Mallorca. Es preciso destacar la actividad vitivinícola de la ciudad romana de Pollentia, donde los romanos llevaron a cabo una importante tarea vitícola. Actualmente todavía se hallan excavaciones en el suelo de "marés", realizadas por los romanos, en las cuales después de llenar con tierra rojiza sembraban las cepas.
Es importante resaltar que, en el siglo XIV, el hecho que el Rey Martí I exceptuara del pago de impuestos la producción de vino al municipio de Alcudia, determinó que la viña se convirtiera en el monocultivo del municipio, determinando que el vino no se comercializara únicamente en la isla, iniciándose así un importante comercio marítimo de los vinos de la zona.
Especial tradición tiene el vino de Malvasía. Las primeras cepas de esta variedad posiblemente llegaron a la comarca hacia el siglo XV o XVI, seguramente procedentes de Italia. Ya se dan referencias del cultivo de Malvasía a cargo del Archiduque Luis Salvador, valorando el vino de esta variedad de forma especial en mesas reales y episcopales, sin olvidar su presencia en las de los mallorquines acomodados de los anteriores siglos. Es un vino elogiado por escritores y poetas, como por ejemplo María Antònia Salvà
El siglo XIX fue el de máxima esplendor en el cultivo de la viña y la producción de vino en la comarca. De esta época hay constancia de más de 400 ha de viña tan solo en el municipio de Pollensa. En el año 1862 hizo acto de presencia la plaga de la filoxera en Francia, gran productora y consumidora de vino. Así pues Francia se vio obligada a la importación masiva de vinos. Este hecho, unido al buen precio y la facilidad de venta del mercado francés determinaron una importante extensión de la viña. De esta época destacan las importantes exportaciones de vinos de la zona, a través de los puertos de Alcudia y Palma, hacia Francia.
En el año 1891 apareció la filoxera en la comarca, dejando abatidas les viñas de la zona. Este hecho, y los incentivos aportados por subvenciones comunitarias para arrancar multitud de viñas, han dificultado terriblemente la recuperación de la actividad vitivinícola.
A pesar de ello, en los años noventa, viticultores y vinicultores de la zona reactivaron el sector. El esfuerzo de estas personas y las condiciones geoclimáticas de la zona han permitido obtener unos vinos de características singulares, reconocidos y bien valorados por los expertos.
En el año 2002, mediante la Orden del Consejero de Agricultura y Pesca de 11 de febrero, se regula la utilización de la mención "Vino de la tierra Serra de Tramuntana-Costa Nord".
Finalmente, la Orden de la consejera de Agricultura y Pesca de 29 de noviembre de 2005, deroga la anterior e introduce una nueva variedad de uva blanca (Sauvignon blanc), además de una serie de novedades en su reglamento.

## Marco Geoclimático
La Serra de Tramuntana está formada por tres pliegues superpuestos, constituidos por calizas del Jurásico, margas del triásico, y calizas y margas del mioceno. Los suelos son de tipo pardo o pardo calizo.
La Serra de Tramuntana y la Costa Nord marcan la orografía de la zona, y a su vez dan nombre a la comarca vitivinícola. Ambas zonas se caracterizan por el contraste entre las montañas, de más de 1000 metros de altura y los valles localizados entre las montañas. Esta orografía permite la producción de uva en un microclima diferenciado, caracterizado por lluvias concentradas en el otoño y el invierno y veranos de temperaturas moderadas.

## Variedades de uva
Los vinos designados con la mención "vino de la tierra Serra de Tramuntana-Costa Nord" proceden exclusivamente de uva de las variedades siguientes:
- Tintas: Cabernet sauvignon, Merlot, Syrah, Monastrell, Tempranillo, Callet y Manto Negro.
- Blancas: Malvasía, Moscatel, Moll, Parellada, Macabeo, Chardonnay, Gorgollassa, Sauvignon blanc.

## Características de los vinos
Destacan los vinos blancos monovarietales de malvasía y los de chardonnay. Los vinos de malvasía se caracterizan por su potencial aromático, predominan las frutas, con reminiscencias de pera y melón, son vinos secos, frescos, consistentes, complejos y bien estructurados. Los vinos de chardonnay son vinos aromáticos, que rememoran frutas tropicales, en boca son muy agradables y equilibrados, con un persistente y largo final.
En relación con los vinos tintos, destacar que los vinicultores de la zona tradicionalmente se han especializado en la elaboración de vinos monovarietales, procedentes de cepas nobles como el cabernet sauvignon y el merlot. Son vinos de color muy intento y potentes taninos, aptos para la crianza. Presentan aromas perfumados que recuerdan la ciruela y la cereza madura, con tonalidades de higo y de pasa.

## Sistema de Control
Todas las botellas con la indicación geográfica "Vino de la tierra Serra de Tramuntana-Costa Nord" se comercializan con un número de control oficial asignado por la Dirección General de Agricultura, a la cual corresponde el control y la certificación del "Vino de la tierra Serra de Tramuntana-Costa Nord".

## Bodegas
- Bodega Ca'n Pico
- Bodegues Santa Catarina
- Ca'n Vidalet
- Castell Miquel
- Cooperativa de Sa Malvasia de Bañalbufar
- Tomeu Isern
- Vinya Can Servera
- Vinyes d'Alaró
- Vinyes Mortitx